# Alone in the Dark
Alone in the Dark är ett datorspel till MS-DOS, Mac och 3DO från 1992. Spelet är fritt baserat på H.P. Lovecrafts historier.
Man besöker ett övergivet hus, Derceto, som visar sig vara hemsökt.
Det franska företaget Infogrames skapade spelet som blev det första tredjepersonsspelet att släppas på marknaden.
Spelet har fått flera uppföljare, och 2005 blev spelserien även en film med samma namn.